# Герасименко Кость Михайлович
Кость (Костянти́н) Миха́йлович Герасиме́нко (28 квітня [11 травня] 1907, с. Прихідьки, нині Пирятинського району Полтавської області — 26 або 27 вересня 1942) — український поет, драматург.

## Життєпис
Народився в родині вчителя. 1927 року закінчив педагогічні курси в Пирятині. Два роки вчителював у Донбасі. Служив у Червоній армії, потім знову деякий час учителював на Донбасі. Брав активну участь в роботі письменницької організації Союз пролетарських письменників Донбасу «Забой»
1935 року переїхав до Києва, працював на Київській кінофабриці.
1939 року брав участь у поході Червоної армії в Західну Україну. Під час німецько-радянської війни був військовим кореспондентом. Працював у газеті «Знамя Родины». Загинув на Північному Кавказі.
Донька Марина Герасименко (народилася 19 квітня 1941 року) стала актрисою. Дружина — мистецтвознавець Ірина Вериківська.

## Творчість
Друкувався від 1925 року.
Твори Герасименка відзначаються високою емоційністю, задушевністю. філософською зосередженістю поетичної думки.
Крім віршів і п'єс, писав також нариси, оповідання, літературно-критичні статті.
Переклав деякі поетичні твори: з польської мови — Адама Міцкевича, з російської мови — Володимира Маяковського, Павла Безпощадного.
Окремі твори Герасименка перекладено російською, білоруською, молдавською, болгарською, англійською мовами.
Серед псевдонімів Герасименка — І. Іринін, Сьомушкін, Єрафей, Партизан Дед Мороз, Гер. Ко

Шлях донецький весь поріс димами.

Ідемо і день, і два, і три, 

I підводяться, як стяг, над нами, 

Друже, сині і рвучкі вітри.

Сонце устає і знову падає.

І гудуть, усе гудуть дроти.

Чується мені в дротах балада, 

Пісню про завод вчуваєш ти.

Я змовкаю інколи, але не тому, 

Що не вистачає в мене слів.

Як це розказать, що по-другому

Йтимуть люди на оцій землі!

…Край великий не впізнать на мапі, 

Повен сонця і великих дум, 

I берези здіймуть білі лапи

В радісному нашому саду.

Будуть сипатись, як дощ, достиглі зорі

Прямо в серце, прямо у нутро.

І серцями люди заговорять, 

Повертається з землі

У жили кров..

## Збірки віршів
- «Зріст» (1933).
- «Вересень» (1935).
- «Пам'ять» (1938).
- «Дорога» (1939).
- «Портрет» (1941).
- «На південному фронті» (1942) — російською мовою. Вмішено вірші героїко-патріотичного звучання.

## Драматичні твори
- «При битій дорозі» (1939) — за поемою Тараса Шевченка «Катерина».
- Лібрето до опери «Наймичка» (1940) — у співавторстві з композитором Михайлом Вериківським.
- Драматична поема «Легенда» (1940) — поставлено 1941 в Одеському театрі Революції. Того ж року відзначено першою перемією на Всесоюзному конкурсі на найкращу п'єсу. Опубліковано 1957 під назвою «Легенда про матір». Твір присвячено подіям громадянської війни 1918—1920 та боротьбі за утвердження радянської влади в Україні.

## Посмертні видання
- «Вибране» (1946).
- «Поезії» (1950).
- «Вибране» (Київ, 1955).
- «Поезії» (Київ, 1966).
- «Пам'ять» (Київ, 1977).
- «Поезії» (Київ, 1985).
- «Рассказ про песню» (Москва, 1958).

## Вшанування пам'яті
На честь Костя Михайловича названа вулиця у Святошинському районі Києва.